# Malcolm Bilson
Malcolm Bilson (Los Angeles, 24 ottobre 1935) è un pianista e musicologo statunitense.
È specializzato in musica del XVIII e XIX secolo.

## Biografia
Bilson è nato a Los Angeles, in California. La sua famiglia aveva ed ha successo nel mondo dello spettacolo. Ora è il professore di musica alla Cornell University, Ithaca, N.Y.
Bilson è uno dei massimi suonatori e insegnanti di fortepiano. Bilson ha guadagnato una reputazione come solista al fortepiano, si esibiva in molti concerti ampiamente ed era anche invitato a fare registrazioni.

## Registrazioni
- Malcolm Bilson, Tom Beghin, David Breitman, Ursula Dütschler, Zvi Meniker, Bart van Oort, Andrew Willis. Ludwig van Beethoven. The complete Piano Sonatas on Period Instruments. Fortepiani Salvatore Lagrassa 1815, Gottlieb Hafner 1835, Johann Fritz 1825, Walter (Paul McNulty), Walter (Chris Maene) Johann Schantz (Thomas, Barbara Wolf), Walter, Conrad Graf 1825 (Rodney Regier). Claves.
- Malcolm Bilson, John Eliot Gardiner, The English Baroque Soloists. Wolfgang Amadeus Mozart. Piano Concertos Nos. 20&21/ Concertos Pour Piano K. 466 & K.467. Fortepiano Walter (Philip Belt).  Archiv Production.
- Malcolm Bilson. Franz Joseph Haydn. Keyboard Sonatas. Fortepiano Walter (Philip Belt). Titanic Records.
- Malcolm Bilson. Franz Schubert. Complete Piano Sonatas Fortepiano Conrad Graf ca.1835. Hungaraton Classics.
- Malcolm Bilson, Anner Bylsma. Ludwig van Beethoven. Fortepiano and Cello Sonatas. Fortepiano Alois Graff 1825. Elektra Nonesuch.